# Medythia punctatissima
Medythia punctatissima là một loài bọ cánh cứng trong họ Chrysomelidae. Loài này được Berti miêu tả khoa học năm 1983.